# 102617 Allium
102617 Allium è un asteroide della fascia principale. Scoperto nel 1999, presenta un'orbita caratterizzata da un semiasse maggiore pari a 2,5896810 au e da un'eccentricità di 0,2114219, inclinata di 12,65746° rispetto all'eclittica.